# San Sebastian (Samar)
San Sebastian ist eine philippinische Stadtgemeinde in der Provinz Samar. Sie hat 8057 Einwohner (Zensus 1. August 2015).

## Baranggays
San Sebastian ist politisch in 14 Baranggays unterteilt.
- Poblacion Barangay 1
- Poblacion Barangay 2
- Poblacion Barangay 3
- Poblacion Barangay 4
- Balogo
- Bontod
- Camanhagay
- Campiyak
- Dolores
- Hita-asan I
- Inobongan
- Cabaywa
- Canduyucan
- Hita-asan II